# Двадцать седьмое правительство Израиля
Двадцать седьмое правительство Израиля (ивр. ממשלת ישראל העשרים ושבע‎) было сформировано лидером блока Ликуд Биньямином Нетаньяху 18 июня 1996 года. Хотя альянс Ликуд-Гешер-Цомет на выборах в Кнессет получил меньше мест, чем Авода, Нетаньяху сформировал правительство после победы на первых прямых выборах премьер-министра, победив действующего премьера Шимона Переса. Нетаньяху стал первым премьер-министром Израиля, родившимся на территории Израиля после провозглашения независимости страны в 1948 году (И. Рабин, возглавлявший правительство в 1974—1977 годах, родился в Иерусалиме в 1922 году, во время британского мандата в Палестине).
Наряду с Ликуд-Гешер-Цомет, Нетаньяху включил в правящую коалицию партии ШАС, МАФДАЛ, Исраэль ба-Алия, Яхадут ха-Тора и Третий  путь, которые в общей сложности располагали 66 из 120 мест в Кнессете. Правительство также поддерживала фракция Моледет. Партия Гешер вышла из коалиции 6 января 1998 года, но правительство находилось у власти до 6 июля 1999 года, когда Эхуд Барак сформировал двадцать восьмое правительство Израиля после победы на выборах премьер-министра 1999 года.

## Состав правительства
| Должность                                           | Имя, фамилия                                           | Партийная принадлежность   |
| --------------------------------------------------- | ------------------------------------------------------ | -------------------------- |
| Премьер-министр                                     | Биньямин Нетаньяху                                     | Ликуд                      |
| Заместитель премьер-министра                        | Давид Леви (до 6 января 1998)                          | Ликуд-Гешер-Цомет          |
| Заместитель премьер-министра                        | Звулун Хаммер (до 20 января 1998)1                     | МАФДАЛ                     |
| Заместитель премьер-министра                        | Рафаэль Эйтан                                          | Ликуд-Гешер-Цомет          |
| Заместитель премьер-министра                        | Моше Кацав                                             | Ликуд-Гешер-Цомет          |
| Министр сельского хозяйства                         | Рафаэль Эйтан                                          | Ликуд-Гешер-Цомет          |
| Министр связи                                       | Лимор Ливнат                                           | Ликуд-Гешер-Цомет          |
| Министр обороны                                     | Ицхак Мордехай (до 25 января 1999)                     | Ликуд-Гешер-Цомет          |
| Министр обороны                                     | Моше Аренс (с 29 января 1999)                          | Не был депутатом Кнессета2 |
| Министр образования, культуры и спорта              | Звулун Хаммер (до 20 января 1998)1                     | МАФДАЛ                     |
| Министр образования, культуры и спорта              | Ицхак Леви (с 25 февраля 1998)                         | МАФДАЛ                     |
| Министр энергетики и инфраструктуры4                | Ицхак Леви (до 8 июля 1996)                            | МАФДАЛ                     |
| Министр энергетики и инфраструктуры4                | Ариэль Шарон (с 8 июля 1996)                           | Ликуд-Гешер-Цомет          |
| Министр охраны окружающей среды                     | Рафаэль Эйтан                                          | Ликуд-Гешер-Цомет          |
| Министр финансов                                    | Дан Меридор (до 20 июня 1997)                          | Ликуд-Гешер-Цомет          |
| Министр финансов                                    | Биньямин Нетаньяху (20 июня — 9 июля 1997)             | Ликуд-Гешер-Цомет          |
| Министр финансов                                    | Яаков Неэман (9 июля 1997 — 18 декабря 1998)           | Не был депутатом Кнессета  |
| Министр финансов                                    | Биньямин Нетаньяху (18 декабря 1998 — 23 февраля 1999) | Ликуд-Гешер-Цомет          |
| Министр финансов                                    | Меир Шитрит (с 23 февраля 1999)                        | Ликуд-Гешер-Цомет          |
| Министр иностранных дел                             | Давид Леви (до 6 января 1998)                          | Ликуд-Гешер-Цомет          |
| Министр иностранных дел                             | Ариэль Шарон (с 13 октября 1998)                       | Ликуд-Гешер-Цомет          |
| Министр здравоохранения                             | Цахи Ханегби (до 12 ноября 1996)                       | Ликуд-Гешер-Цомет          |
| Министр здравоохранения                             | Йошуа Маца (с 12 ноября 1996)                          | Ликуд-Гешер-Цомет          |
| Министр строительства                               | Биньямин Нетаньяху                                     | Ликуд-Гешер-Цомет          |
| Министр абсорбции                                   | Йоэль Эдельштейн                                       | Исраэль ба-Алия            |
| Министр торговли и промышленности                   | Натан Щаранский                                        | Исраэль ба-Алия            |
| Министр внутренних дел                              | Эли Свиса                                              | Не был депутатом Кнессета3 |
| Министр внутренней безопасности                     | Авигдор Кахалани                                       | Третий путь                |
| Министр юстиции                                     | Яаков Неэман (до 10 августа 1996)                      | Не был депутатом Кнессета  |
| Министр юстиции                                     | Биньямин Нетаньяху (10 августа — 4 сентября 1996)      | Ликуд-Гешер-Цомет          |
| Министр юстиции                                     | Цахи Ханегби 9с 4 сентября 1996)                       | Ликуд-Гешер-Цомет          |
| Министр труда и социального обеспечения             | Эли Ишай                                               | ШАС                        |
| Министр по делам религий                            | Биньямин Нетаньяху (до 7 августа 1996)                 | Ликуд-Гешер-Цомет          |
| Министр по делам религий                            | Эли Свиса (7 августа 1996 — 12 августа 1997)           | Не был депутатом Кнессета3 |
| Министр по делам религий                            | Биньямин Нетаньяху (12—22 августа 1997)                | Ликуд-Гешер-Цомет          |
| Министр по делам религий                            | Звулун Хаммер (22 августа 1997 — 20 января 1998)1      | МАФДАЛ                     |
| Министр по делам религий                            | Биньямин Нетаньяху (20 января — 25 февраля 1998)       | Ликуд-Гешер-Цомет          |
| Министр по делам религий                            | Ицхак Леви (25 февраля — 13 сентября 1998)             | МАФДАЛ                     |
| Министр по делам религий                            | Эли Свиса (с 13 сентября 1998)                         | Не был депутатом Кнессета3 |
| Министр науки и технологий                          | Михаэль Эйтан (до 13 июля 1998)                        | Ликуд-Гешер-Цомет          |
| Министр науки и технологий                          | Сильван Шалом (с 13 июля 1998)                         | Ликуд-Гешер-Цомет          |
| Министр туризма                                     | Моше Кацав                                             | Ликуд-Гешер-Цомет          |
| Министр транспорта                                  | Ицхак Леви (до 25 февраля 1998)                        | МАФДАЛ                     |
| Министр транспорта                                  | Шауль Яхалом (с 25 февраля 1998)                       | МАФДАЛ                     |
| Министр без портфеля                                | Шауль Амор                                             | Ликуд-Гешер-Цомет          |
| Министр по делам израильских арабов                 | Моше Кацав                                             | Ликуд-Гешер-Цомет          |
| Заместитель министра кабинета премьер-министра      | Игаль Биби (до 7 августа 1996)                         | МАФДАЛ                     |
| Заместитель министра кабинета премьер-министра      | Михаэль Эйтан (с 13 июля 1998)                         | Ликуд                      |
| Заместитель министра обороны                        | Сильван Шалом                                          | Ликуд                      |
| Заместитель министра образования, культуры и спорта | Моше Пелед (до 20 января 1998)                         | Ликуд-Гешер-Цомет          |
| Заместитель министра образования, культуры и спорта | Моше Пелед (28 января — 2 ноября 1998)                 | Ликуд-Гешер-Цомет          |
| Заместитель министра образования, культуры и спорта | Элиэзер Зандберг                                       | Ликуд-Гешер-Цомет          |
| Заместитель министра финансов                       | Давид Маген (до 20 мая 1997)                           | Ликуд-Гешер-Цомет          |
| Заместитель министра здравоохранения                | Шломо Бенизри                                          | ШАС                        |
| Заместитель министра строительства                  | Меир Поруш                                             | Яхадут ха-Тора             |
| Заместитель министра по делам религий               | Арье Гамлиэль (13—22 августа 1998)                     | ШАС                        |
| Заместитель министра по делам религий               | Игаль Биби (13 августа 1996 — 20 января 1998)          | МАФДАЛ                     |
| Заместитель министра по делам религий               | Арье Гамлиэль (24 августа 1997 — 20 января 1998)       | ШАС                        |
| Заместитель министра по делам религий               | Игаль Биби (с 25 января 1998)                          | МАФДАЛ                     |
| Заместитель министра по делам религий               | Арье Гамлиэль (с 25 января 1998)                       | ШАС                        |

1Умер, находясь в должности.
2Хотя Аренс не был депутатом Кнессета в тот момент, ранее он был избран в Кнессет по списку «Ликуд»
3Хотя Свиса не был депутатом Кнессета в тот момент, ранее он был избран в Кнессет по списку «ШАС»
4Название должности было изменено на «Министр национальной инфраструктуры» 8 июля 1996 года.